# Diari de bord de Colom

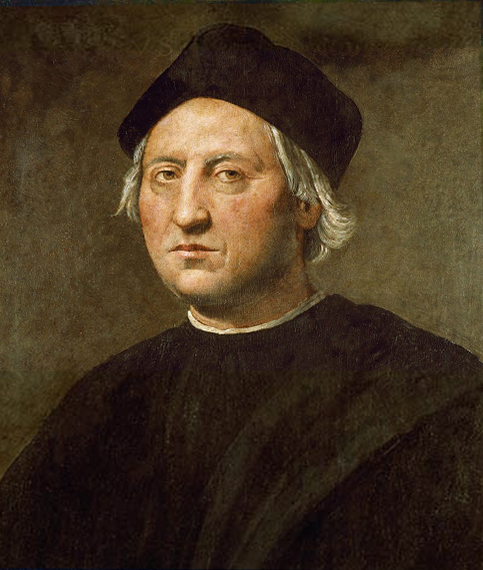
Cristòfor Colom

El Diari de bord de Colom o Diari de l'Almirall fou un diari de navegació escrit per Cristòfor Colom en el seu primer viatge al Nou Món. L'original es va perdre i només ens han arribat les còpies que en feren Fernando Colón i Bartolomé de las Casas en els seus respectius llibres. El seu net Luis Colón de Toledo l'any 1554 va pretendre vendre l'original, però no ho va aconseguir. Amb posterioritat, el manuscrit es va perdre. El text que ens ha arribat, està plé de paraules d'origen català.

## Originals
Els diaris originals dels quatre viatges colombins s'han perdut, però els fets s'han pogut reconstruir gràcies a altres documents. Del primer viatge es conserven dos extractes escrits per fra Bartolomé de les Cases. Un d'ells a la Biblioteca Nacional formant part de la biblioteca del duc d'Osuna. Però el dominic no va utilitzar el document original, que estava en els arxius reals, més aviat sembla que va utilitzar un text ja abreujat. Aquest resum va veure la llum per primera vegada en el volum I de la Col·lecció de viatges de Fernández de Navarrete l'any 1825, i va ser àmpliament traduït i reproduït. L'altre extracte està inclòs en la Història de les Índies del mateix De les Cases, que també guarda la nostra Biblioteca Nacional, i va ser elaborat sobre la base del primer resum i la biografia de Colom que va escriure el seu fill Hernando. El diari del segon viatge s'ha reconstruït mitjançant les històries del dominic i del fill de Colom.
Per al tercer viatge, els dos autors van utilitzar el diari perdut i la relació que va escriure Colom als reis, des de L'Espanyola, publicat també per Navarrete, que llavors, estava a la biblioteca del duc de l'Infantado. Hernando Colom acompanyar al seu pare en el quart viatge, i, encara que era molt jove, no va poder oblidar, en escriure la biografia de l'almirall, els dramátics fets que li tocà viure. Hernando compte en aquesta obra que el seu pare va enviar una carta (7 juliol 1503) als Reis Catòlics des de Jamaica. És la mateixa que es conservava impresa a la biblioteca de Joan de Saldierna, cap 1629, esmentada per León Pinelo. Lorenzo Ramírez de Prado, del Consell d'Índies, tenia un manuscrit de la mateixa carta que, traduïda a l'italià, es va publicar a Venècia el 1505.

## Transcripció deBartolomé de las Casas
Hi ha diversitat d'opinions sobre la fiabilitat del relat del pare Casas.
- David Henige ha mostrat que en el text del Diari es pot identificar la mà de diversos autors, la qual cosa li fa ser escèptic sobre la seva autenticitat.
- Barry W. Ife, reconstruint el procés de redacció que es dedueix de les correccions realitzades, opina que en el manuscrit del Diari De les Cases sembla haver intentat reflectir fidelment, si bé resumint, un text que tenia davant ell; i que és més aviat en escriure la Història quan "censurar" alguns passatges per millorar la imatge de Colom. El text copiat no era, en tot cas, l'original de Colom, ja que en una de les seves notes al marge de les Casas critica un error introduït per l'escrivà que havia copiat el document.
- Jordi Bilbeny afirma que el text està retocat per la mà dels censors de la corona amb la finalitat de fer la descoberta una empresa castellana, donat que cinc anys després de la mort del pare Cases el seu llibre Història de les Índies va ser requisat i dut a Madrid i posat sota la custòdia del censor del Consell d'Índies fins al 1597. Segons Bilbeny a les mans dels censors reials es va convertir en un nou llibre ple de retocs.[3]
- Altres autors creuen que el text és fidel al diari original.

## Ruta probable
El catedràtic de l'Escola nàutica de Cadis, Luis Miguel Coín Cuenca, declarar el 1990 que la ruta oficialment acceptada en el primer viatge de Colom era falsa, i per demostrar-ho va fer aquesta travessia baixant fins a l'altura de les illes de Cap Verd amb una rèplica de La Niña, arribant al Carib en el mateix temps que l'emprat per Colom.
Segons el diari del pare Cases, Colom va seguir el paral·lel de la Gomera fins a arribar a l'illa Guanahaní. Però en realitat va haver de baixar fins a les illes de Cap Verd (com va fer en la resta de viatges) a buscar els corrents favorables i els alisis del NE, que, especialment en aquella època de l'any, bufen allà amb suficient força, per a fer arribar les "pesades" caravel·les fins al Carib. Colom va atribuir a Sant Salvador, la primera illa descoberta, una falsa latitud de 28°N, perquè el Tractat d'Alcaçovas li impedia navegar al sud d'aquest paral·lel per ser de Portugal. Per altra banda, Colom duia dos comptes de llegües navegades, segons ell, per a tranquil·litzar la tripulació. Però en realitat ho va fer per a justificar-se si es trobava amb algun vaixell portuguès, ja que sabia que en tornar el corrent el duria irremissiblement a les Açores.

## Noms i paraules catalanes
La recopilació feta pel pare Cases está plena de paraules d'origent català i construccions gramaticals típiques de la nostra llengua.
Animals com:
- lliça, del català Llisa.
- pámpano, del català pàmpol, en castellà seria pez piloto.
- les toninas que així era com es deia la tonyina en català als segles XV i XVI.
- Pardales (del català Pardal), en castellà seria "gorrión común".

També resulta estrany que el capità de La Pinta, al punt nord li digui Tramontana, quasi idèntic al nom català tramuntana que és un vent del Nord típic de l'Empordà i dels països catalans.